# أنا رسل
أنَّا رُسِل (بالإنجليزية: Anna Russell)‏ (27 ديسمبر 1911 - 18 أكتوبر 2006) هي مغنية وممثلة كوميدية إنجليزية.

## وصلات خارجية
- أنا رسل على موقع IMDb (الإنجليزية)
- أنا رسل على موقع ميوزك برينز (الإنجليزية)
- أنا رسل على موقع أول موفي (الإنجليزية)
- أنا رسل على موقع قاعدة بيانات برودواي على الإنترنت (الإنجليزية)
- أنا رسل على موقع قاعدة بيانات الأفلام السويدية (السويدية)
- أنا رسل على موقع ديسكوغز (الإنجليزية)
- أنا رسل على موقع قاعدة بيانات الفيلم (الإنجليزية)

- أنا رسل في قاعدة بيانات الأفلام على الإنترنت